# Zenon Szołginia
Zenon Szołginia (ur. w Busku, zm. 10 listopada 1920) – podpułkownik C. K. Żandarmerii.

## Życiorys
Urodził się w Busku. Podjął służbę wojskową w C. K. Obronie Krajowej. Został mianowany na stopień kadeta z dniem 1 września 1885, w 1888 awansowany na stopień podporucznik z dniem 1 listopada 1888. Od 1885 był zastępcą oficera w Bukowińskim Batalionie Piechoty Obrony Krajowej Nr 75 w Radautz. W maju 1889 został przeniesiony do Batalionu Obrony Krajowej Nr 57 w Sanoku, w którego szeregach służył w kolejnych latach.
W 1893 z Batalionu Nr 57 został przeniesiony do C. K. Żandarmerii. Od tego czasu był przydzielony do Komanda Żandarmerii Krajowej Nr 13 na Bukowinę (ze sztabem w Czerniowcach) i służył w Suczawie. W październiku 1895 został awansowany na stopień porucznika żandarmerii z dniem 1 listopada 1895. Po przemianowaniu od około 1896 kierował Oddziałem Nr 3 w Suczawie, przynależnym do Komanda Nr 13. Został lekko ranny podczas wykolejenia się pociągu na linii Kołomyja-Turka. W listopadzie 1900 został awansowany na stopień rotmistrza 2 klasy żandarmerii z dniem 1 listopada 1900.
Od około 1903 był pierwszym oficerem Oddziału Nr 14 w Złoczowie, przynależnym do Komanda Żandarmerii Krajowej Nr 5 z siedzibą sztabu we Lwowie. W październiku 1903 został awansowany na stopień rotmistrza 1 klasy żandarmerii z dniem 1 listopada 1900. Od około 1907 był komendantem Oddziału Uzupełniającego przy Komandzie Żandarmerii Krajowej Nr 13 na Bukowinę w Czerniowcach. Od około 1909 był dowódcą Komanda Oddziału Żandarmerii Nr 4 w Przemyślu, w strukturze Komanda Żandarmerii Krajowej Nr 5 na Galicję z siedzibą we Lwowie. Od około 1910 był dowódcą Komanda Oddziału Żandarmerii Nr 3 w Pola, w strukturze Komanda Żandarmerii Krajowej Nr 7 na Pobrzeże z siedzibą w Trieście.
Jesienią 1912 został awansowany na stopień majora żandarmerii z dniem 1 listopada 1912. W październiku 1912 został przeniesiony do Komanda Żandarmerii Krajowej Nr 2 na Czechy z siedzibą w Pradze, gdzie był oficerem sztabu (11 listopada 1912 przeniesiony z Pragi do Bara), także po wybuchu I wojny światowej. Pozostając z przydziałem do tej jednostki około 1916 jako oficer nadkompletowy pełnił funkcję komendanta na obszarze okupowanej. W maju 1915 został awansowany na stopień podpułkownika z dniem 1 maja 1915. W marcu 1918 pozostając podpułkownikiem rezerwy otrzymał tytuł i charakter pułkownika na czas mobilizacji.
Zmarł 10 listopada 1920. Został pochowany na cmentarzu przy ul. Rymanowskiej w Sanoku w grobowcu Cyryla Jaksy Ładyżyńskiego. Był żonaty z Janiną (zm. 18 lutego 1940 w Sanoku i tam pierwotnie spoczęła, po czym została pochowana w Krakowie).

## Odznaczenia
- Kawaler Orderu Franciszka Józefa z dekoracją wojenną (1916)[59][60][61]
- Medal Zasługi Wojskowej „Signum Laudis” (przed 1913)[50]
- Odznaka za Służbę Wojskową III stopnia (przed 1909)[42]
- Brązowy Medal Jubileuszowy Pamiątkowy dla Sił Zbrojnych i Żandarmerii (przed 1900)[25]
- Krzyż Jubileuszowy Wojskowy (przed 1909)[42]
- Osobisty wyraz zadowolenia udzielony przez cesarza Franciszka Józefa (17 kwietnia 1912)[62][63]